# Plantation Mobile Home Park
Plantation Mobile Home Park è un census-designated place (CDP) degli Stati Uniti d'America, situato in Florida, nella contea di Palm Beach.